# Pareid
Pareid ist eine französische Gemeinde mit 111 Einwohnern (Stand: 1. Januar 2022) im Département Meuse in der Region Grand Est (bis 2015: Lothringen). Sie gehört zum Arrondissement Verdun und zum Gemeindeverband Territoire de Fresnes-en-Woëvre. Die Bewohner nennen sich Pareidois.

## Geografie
Die Gemeinde Pareid liegt etwa 30 Kilometer südöstlich von Verdun in der Landschaft Woëvre. Die Fließgewässer im 7,14 km² großen Gemeindegebiet von Pareid entwässern über Longeau, Yron und Orne zur Mosel. Das überwiegend flache und von Äckern und Wiesen geprägte Gemeindegebiet verfügt im Norden über einen 250 ha großes Wald (Grand Bois, Petit Bois). Umgeben wird Pareid von den Nachbargemeinden Parfondrupt im Norden, Villers-sous-Pareid im Osten, Harville und Maizeray im Süden, Pintheville im Südwesten sowie Hennemont im Nordwesten.

## Ortsname
Der Ort tauchte erstmals im Jahr 701 als Pararicum auf. Der Name entwickelte sich über Parrida (952), Parridum (952), Pararium (1049), Parois (1223), Pareis (1253), Parers und Parrey 1315(), Parex und Parez-en-Woyvre (1549), Parey-en-Voipvre (1564), Parecium (1580), Pareys (1642) und Parreys (1656) zur seit 1793 gebräuchlichen Schreibweise Pareid.

## Bevölkerungsentwicklung
| Jahr      | 1962 | 1968 | 1975 | 1982 | 1990 | 1999 | 2011 | 2021 |
| Einwohner | 142  | 132  | 112  | 102  | 93   | 79   | 119  | 113  |

In den Jahren 1806 und 1881 wurden mit je 422 Bewohnern die bisher höchsten Einwohnerzahlen ermittelt. Die Zahlen basieren auf den Daten von cassini.ehess und INSEE.

## Sehenswürdigkeiten
- denkmalgeschützte Wehrkirche Saint-Remi mit Turm und Turminschrift auf schwarzem Marmor aus dem 12. Jahrhundert und dem Kirchenschiff aus dem 15. Jahrhundert, im Ersten Weltkrieg stark beschädigt und wieder aufgebaut[4]

Kirche Saint-Remi
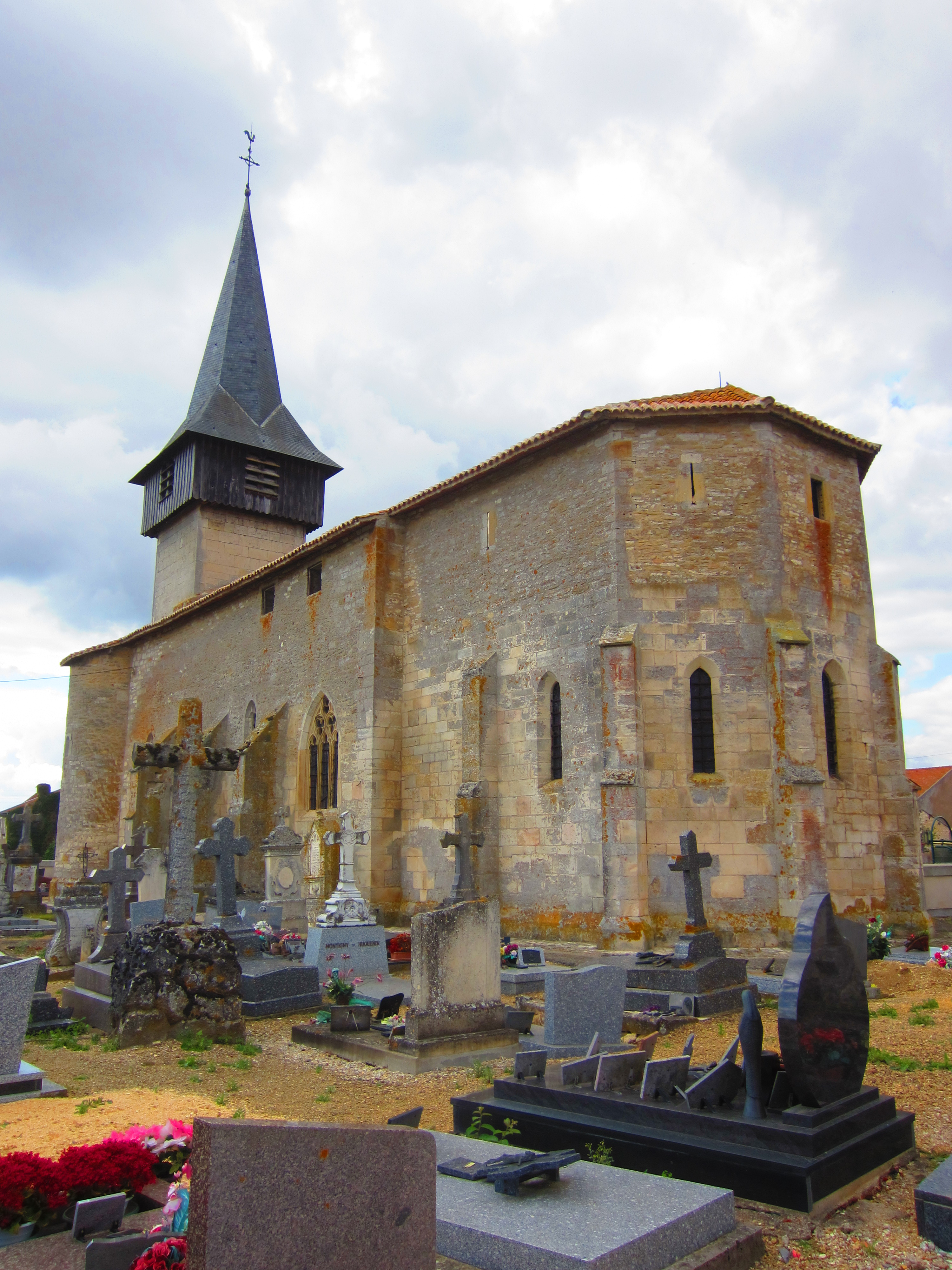
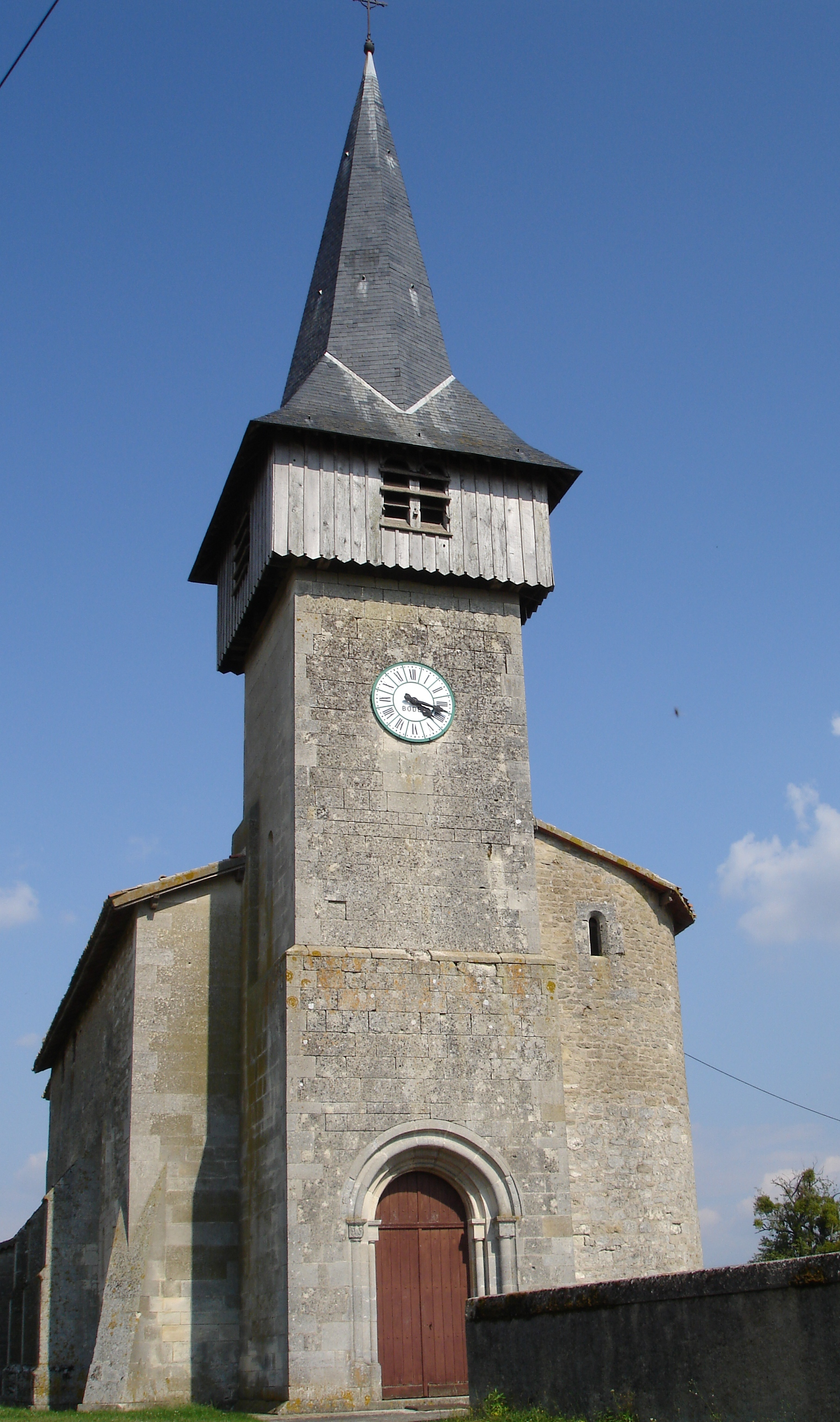

## Wirtschaft und Infrastruktur
In Pareid sind sieben Landwirtschaftsbetriebe ansässig (Milchviehhaltung, Rinder- und Pferdezucht).
Am Nordrand der Gemeinde Pareid verläuft die Autoroute A4 von Paris nach Straßburg. Im Bahnhof der 15 Kilometer entfernten Kleinstadt Jarny kreuzen sich die Bahnstrecken Saint-Hilaire-au-Temple–Hagondange, Longuyon–Pagny-sur-Moselle und Conflans-Jarny–Metz.

## Belege
1. ↑  Pareid im Dictionnaire topographique de la France (Seite nicht mehr abrufbar, festgestellt im Dezember 2022. Suche in Webarchiven)  Info: Der Link wurde automatisch als defekt markiert. Bitte prüfe den Link gemäß Anleitung und entferne dann diesen Hinweis. (französisch)
2. ↑  Pareid auf cassini.ehess
3. ↑  Pareid auf INSEE
4. ↑  Église Saint-Remi in der Base Mérimée des französischen Kulturministeriums (französisch)
5. ↑  Landwirtschaftsbetriebe auf annuaire-mairie.fr